# Clifford Edmund Bosworth
Clifford Edmund Bosworth (Sheffield, 29 de diciembre de 1928-Yeovil, 28 de febrero de 2015) fue un historiador y orientalista británico, especializado en estudios del islam.

## Biografía
Recibió su bachillerato en Artes en la Universidad de Oxford, y los grados de magister en Arte (M. A.) y de doctor de Filosofía (Ph. D.) en la Universidad de Edimburgo. Fue profesor titular en las universidades de St. Andrews y Mánchester y en el Centro de Humanidades de la Universidad de Princeton. Autor de aproximadamente cien artículos en revistas académicas y volúmenes compuestos, sus otras contribuciones agrupan doscientos artículos en la Enciclopedia del Islam y unos cien artículos en la Enciclopedia Iránica, así como los artículos para la Encyclopædia Britannica y la Encyclopedia Americana. Fue miembro de la Academia Británica. Falleció en Yeovil el 28 de febrero de 2015.

## Premios
- Premio para sus contribuciones a los estudios iraníes, 2001 de la Fundación Dr. Mahmud Afshar.
- Medalla de plata Avicena de la UNESCO, 1998.
- Premio Trienal, 2003.
- Premio del Ministerio de Cultura y Guía Islámica, Teherán, por sus contribuciones a los estudios históricos iraníes, 2003.